# Pyrrhoderma sendaiense
Pyrrhoderma sendaiense är en svampart som först beskrevs av Yasuda, och fick sitt nu gällande namn av Imazeki 1966. Pyrrhoderma sendaiense ingår i släktet Pyrrhoderma och familjen Hymenochaetaceae.   Inga underarter finns listade i Catalogue of Life.